# یون بومی
یون بومی (به کره‌ای: 윤보미، انگلیسی: Yoon Bomi) یکی از اعضای گروه کره ای ای پینک است که در ۱۳ اوت ۱۹۹۳ در شهر سوان کره جنوبی متولد شد.

## زندگی
بومی متولد ۱۳ اوت ۱۹۹۳ در شهر سوان کره جنوبی است و یک خواهر بزرگتر به نام یون سون می و یک برادر کوچتر به نام یون جونگ جین دارد. بومی در دبیرستان یونگشین و سپس در هنرستان هنر کره جنوبی تحصیل کرد و دانشگاه را برای تمرکز روی موسیقی رها کرد. او همچنین کمربند دان سه در رشته تکواندو را کسب کرده‌است.
در سال ۲۰۱۲ او و پارک چورونگ (از اعضای گروه ای پینک) نقش‌های کوتاهی را در سریال پاسخ به ۱۹۹۷ اجرا کردند. بومی در این سریال نقش دوران جوانی مادر یون یون جائه را بر عهده داشت. در اواخر سال ۲۰۱۳ بومی در موزیک ویدئو "Marry Me" از کی هانتر حضور داشت و پس از آن در آهنگ "Let's Talk About You" با گروه M.I.B همکاری کرد. او در اوایل سال ۲۰۱۵ در برنامه مرد واقعی شبکه MBC شرکت کرد، در همان سال در آهنگ "I Know, I Know" با دیوید آه (David Oh) همکاری داشت که در ۱۱ ماه مه منتشر شد و در ۱۶ ژوئن با ایم سئول اونگ آهنگ "دوست‌داشتنی" را منتشر کرد، او همچنین در موزیک ویدئو "بیا با هم بخوریم" از یون هیون سانگ حضور داشت که در ۲۴ سپتامبر منتشر شد.
در ۲۸ اوت ۲۰۱۶ هم گروهی او سون نایون در سریال "سیندرلا و چهار شوالیه" ایفای نقش کرد و بومی برای حمایت از او یکی از آهنگ‌های این سریال به نام "بدون تو" را منتشر کرد.
او همچنین در نمایش تلویزیونی " 2017 we got married" فصل چهارم، با چوی ته جون همکاری کرد.